# 364636 Ulrikeecker
364636 Ulrikeecker este o planetă minoră (asteroid) din centura de asteroizi. A fost descoperită pe 15 octombrie 2007 la  de Hannes Bachleitner⁠(d). 
Obiectul prezintă o orbită caracterizată de o semiaxă mare de 2,2352420668809 UAi, o excentricitate de 0,15, o înclinație de 4,1 ° în raport cu ecliptica.